# Wolfgang Wachtsmuth

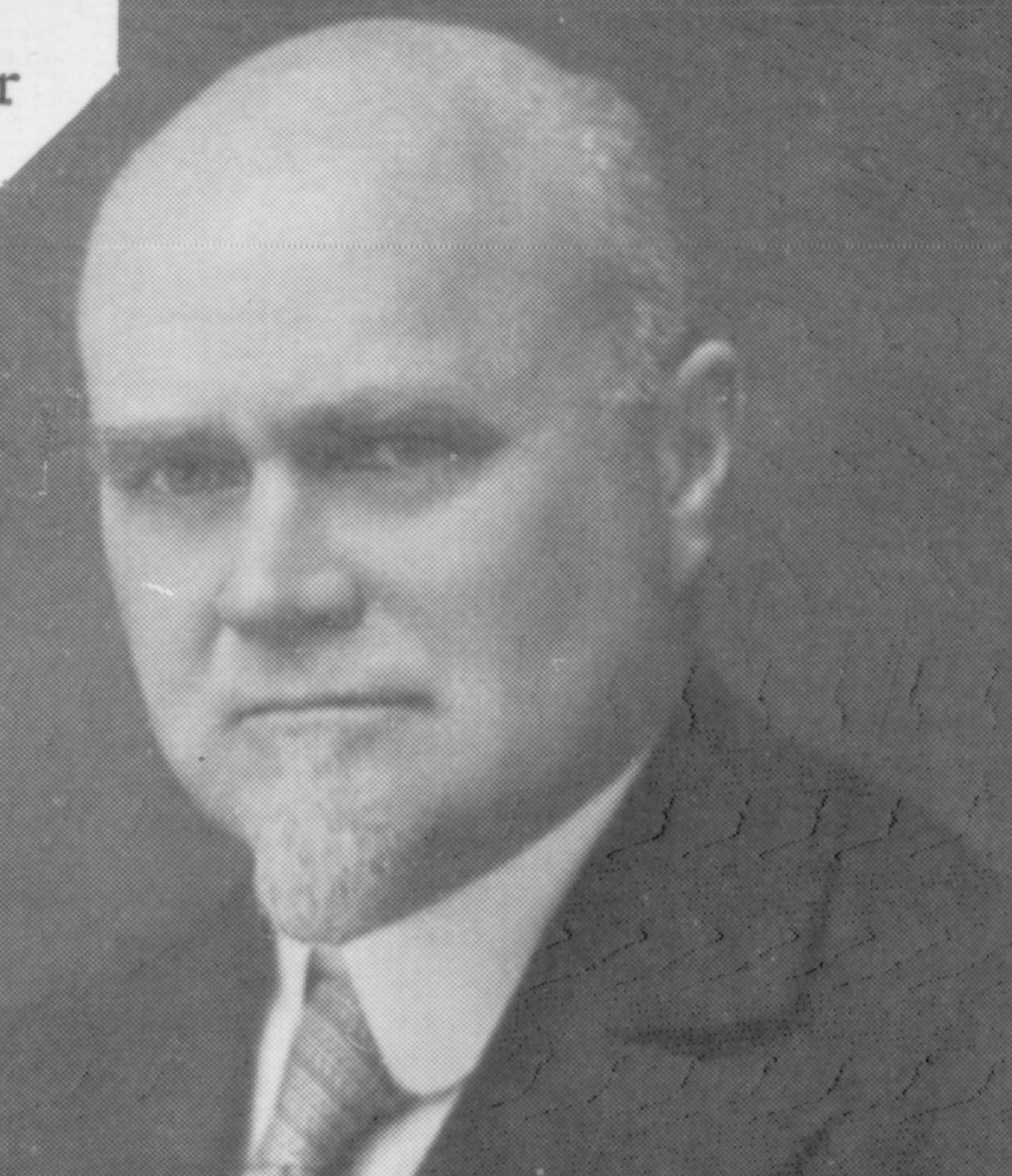
Wolfgang Wachtsmuth, um 1930

Wolfgang Friedrich Justus Wachtsmuth (* 12. November 1876 in Mitau, Gouvernement Livland; † 13. November 1964 in Eschweiler) war ein deutsch-baltischer Pädagoge und Autor. 

## Leben
Wachtsmuth besuchte Schulen in Mitau und die Petrischule in Sankt Petersburg. Nach dem Abitur studierte er 1896–1902 am  Polytechnischen Institut Riga Chemie. Seit 1903 Verfahrenstechniker, wirkte er von 1904 bis 1915 als Oberlehrer in Riga. Nach dem Ersten Weltkrieg war Wachtsmuth ab 1919 maßgeblich am Wiederaufbau des deutschen Schulwesens in Lettland beteiligt. Er fungierte ab 1920 für acht Jahre als Leiter der deutschen Schulabteilung. 1929 betraute man ihn mit der Leitung des deutschen Bildungswesens im lettischen Bildungsministerium. 1934 berief man ihn zum Leiter des Kulturamts. Dieses Amt hatte er bis 1936 inne und bis 1939 war er auch Mitglied des Präsidiums der Deutschbaltischen Volksgemeinschaft in Lettland. Er war Mitglied der Fraternitas Baltica und gehörte als Ehrenmitglied zum Alt-Philisterium des Corps Concordia Rigensis.

## Schriften
- Geschichte der Fraternitas Baltica zu Riga 1865–1915. Müller, Riga 1922.
- Von deutscher Arbeit in Lettland 1918–1934. Ein Tätigkeitsbericht. Materialien zur Geschichte des baltischen Deutschtums, 3 Bde. Comel, Köln 1951–1953.
  - Bd. 1: Die deutsch-baltische Volksgemeinschaft in Lettland 1923–1934 (1951)
  - Bd. 2: Die autonome deutsche Schule in Lettland (1952)
  - Bd. 3: Das politische Gesicht der deutschen Volksgruppe in Lettland in der parlamentarischen Periode (1953)
- Wege, Umwege, Weggenossen. Lebenserinnerungen. Winkler, München 1954.
- Wesen, Aufbau und Bedeutung der ehemaligen deutsch-baltischen studentischen Korporationen. In: Einst und Jetzt, Jahrbuch des Vereins für corpsstudentische Geschichtsforschung, Bd. 1 (1956), S. 45–60.